# Án mạng đêm giáng sinh
Án mạng đêm giáng sinh (tiếng Anh: Hercule Poirot's Christmas) là một tiểu thuyết trinh thám của nhà văn Agatha Christie được nhà sách Collins Crime Club xuất bản lần đầu tại Anh ngày 19 tháng 12 năm 1938 và được đăng ký bản quyền năm 1939. Thuộc dạng vụ án phòng kín, tiểu thuyết nói về vụ giết hại đẫm máu nhà triệu phú Simeon Lee vào đúng đêm Giáng Sinh. Nhân vật chính của tiểu thuyết là thám tử Hercule Poirot.

## Nội dung
Tiểu thuyết được chia làm 7 phần ứng với 7 ngày cuối năm từ ngày 22 tháng 12 cho tới ngày 28 tháng 12. Simeon Lee là một triệu phú làm giàu nhờ kim cương ở Nam Phi giờ sống tàn tật ở tuổi già tại dinh thự riêng Gorston Hall ở Longdale, Addlesfield cùng con trai cả Alfred và vợ của Alfred, Lydia. Nhân ngày lễ Giáng Sinh, ông quyết định mời tất cả các con trai của mình cùng gia đình về đoàn tụ tại Gorston Hall. Đó là George Lee, một nghị sĩ keo kiệt sống dựa vào bố có cô vợ Magdalene kém tới 20 tuổi và David Lee, một nghệ sĩ vốn từ mặt ông Simeon đã lâu do thù ghét cách đối xử của bố với mẹ mình, David chỉ quyết định về đoàn tụ ở Gorston Hall sau khi được vợ anh là Hilda thuyết phục. Bữa tiệc Giáng Sinh nhà Lee còn có ba người khách đặc biệt là Pilar Estravados, cô gái có nửa dòng máu Tây Ban Nha, con của Jennifer, con gái duy nhất của ông Simeon, Harry Lee, đứa con hoang đàng của ông Simeon đã bỏ nhà đi từ lâu và Stephen Farr, con người bạn làm ăn của ông Simeon ở Nam Phi là Ebenezer Farr.
Ngày 24 tháng 12, ông Simeon sai người hầu riêng là Horbury mời toàn bộ gia đình tới phòng ông sau bữa trưa. Mục đích của Simeon là thông báo cho các con quyết định thay đổi di chúc sau sự xuất hiện của Pilar và Harry đồng thời chửi mắng để chọc giận tất cả các thành viên trong gia đình Lee. Sau bữa tối đêm Giáng Sinh, trong lúc đại gia đình Lee đang nghỉ ngơi thì họ nghe được những tiếng động lớn cùng một tiếng thét khủng khiếp phát ra từ phòng riêng của ông Simeon. Sau khi Harry và Alfred phá được cánh cửa kiên cố của gian phòng, mọi người phát hiện ra ông Simeon Lee đã nằm chết trên vũng máu với một vết cắt ngang cổ. Cùng lúc viên sĩ quan cảnh sát Sugden tới Gorston Hall theo lời mời từ trước của ông Simeon, Sugden nhanh chóng kiểm soát hiện trường và gọi điện cho cấp trên là đại tá Johnson, người tình cờ lúc đó đang nói chuyện phiếm với thám tử tư nổi tiếng Hercule Poirot.
Nhóm điều tra của Poirot, Johnson và Sugden nhanh chóng loại trừ được khả năng thủ phạm đến từ bên ngoài. Vì vậy hung thủ chỉ có thể là một trong số các con cháu của Simeon Lee, người khách Stephen Farr hoặc hai người hầu thân cận là Horbury và Tressilian. Bằng cách điều tra có vẻ chậm chạp nhưng lại gọn gàng và tinh tế quen thuộc, Poirot phát hiện ra danh tính thật của Pilar và Farr. Pilar Estravados, tên thật Conchita Lopez, thực tế chỉ là một cô gái đi cùng chuyến xe với cháu gái ông Simeon nhưng sau khi chiếc xe chở hai người bị dính bom dẫn tới cái chết của Pilar thật, Conchita quyết định mượn danh tính của người bạn đồng hành để phiêu lưu tới Anh. Danh tính thật của Farr là Stephen Grant, một người quen của cha con Farr. Do biết thông tin về lâu đài của Simeon, khi gặp Pilar (giả) trên tàu và bị cô hấp dẫn, Grant đã mượn danh là Farr để được gần cô. Sau 3 ngày điều tra, Poirot triệu tập cả gia đình vào ngày 27 tháng 12 để công bố thủ phạm vụ án. Đó là người không ai ngờ tới – viên sĩ quan Sugden. Sugden thực tế là con rơi của Simeon Lee, nhân dịp Giáng Sinh viên cảnh sát quyết định trả thù ông bố nhẫn tâm bằng cách cắt cổ ông Simeon rồi tạo hiện trường giả đánh lừa cuộc điều tra rằng nạn nhân bị giết cùng lúc với tiếng thét trong khi thực tế ông ta đã bị giết từ trước trong cuộc gặp chiều Giáng Sinh với Sugden. Vụ án khép lại với việc Pilar Estravados cưới Stephen Farr và tới sống ở Nam Phi, Alfred và Lydia Lee cũng quyết định bán dinh thự Gorston Hall nơi lưu giữ nhiều kỉ niệm buồn của gia đình Lee.

## Nhân vật

### Gia đình Lee
- Simeon Lee, triệu phú, ông chủ dinh thự Gorston Hall và là nạn nhân của vụ án
- Alfred Lee, con trai cả của Simeon Lee
- Lydia Lee, vợ của Alfred
- Harry Lee, con trai thứ hai của Simeon Lee
- George Lee, con trai thứ ba của Simeon Lee
- Magdalene Lee, vợ của George
- David Lee, con trai út của Simeon Lee
- Hilda Lee, vợ của David
- Pilar Estravados, con của Jennifer Lee, con gái duy nhất của Simeon Lee
- Stephen Farr, con của Ebenezer Farr, bạn làm ăn của Simeon Lee ở Nam Phi
- Horbury, người hầu riêng của Simeon Lee
- Tressilian, quản gia dinh thự Gorston Hall

### Nhóm điều tra
- Hercule Poirot, thám tử người Bỉ
- Đại tá Johnson, chỉ huy cảnh sát vùng
- Sĩ quan Sugden, cảnh sát phụ trách khu vực

## Đánh giá và chuyển thể
Mặc dù được xây dựng theo chủ đề vụ án phòng kín truyền thống với nhóm nghi phạm được xác định ngay từ đầu truyện, Án mạng đêm giáng sinh vẫn được đánh giá cao vì nút thắt mở bất ngờ của nó. Nhiều tờ báo lớn như Times Literary Supplement, The New York Times Book Review, The Observer hay  đánh giá đây là một trong những tiểu thuyết xuất sắc nhất của Agatha Christie tính đến thời điểm cuốn sách xuất bản năm 1939.
Năm 1994 tác phẩm đã được chuyển thể thành phim truyền hình trong loạt Agatha Christie's Poirot với David Suchet thủ vai thám tử Hercule Poirot. Hầu hết nội dung Chết trong đêm Noel được giữ nguyên vẹn nhưng nhân vật Stephen Farr được loại bỏ, quan hệ tình cảm của Farr với Pilar được thay thế bằng Harry. Hai nhân vật Hilda và David Lee cũng bị loại bỏ trong lần chuyển thể này.